# Epeus pengi
Espèce
Epeus pengi est une espèce d'araignées aranéomorphes de la famille des Salticidae.

## Distribution
Cette espèce est endémique du Tibet en Chine,. Elle se rencontre dans les xians de Bomi et de Zayü.

## Description
Le mâle holotype mesure 5,84 mm et la femelle paratype 7,17 mm.

## Systématique et taxinomie
Cette espèce a été décrite par Wang, Mi et Li en 2024.

## Étymologie
Cette espèce est nommée en l'honneur de Xian-jin Peng.

## Publication originale
- Wang, Mi & Li, 2024 : « Eleven species of jumping spiders from Sichuan, Xizang, and Yunnan, China (Araneae, Salticidae). » ZooKeys, vol. 1192, p. 141-178 (texte intégral).